# انوزین پرانوبکس
انوزین پرانوبکس (به انگلیسی: Inosine pranobex) با فرمول شیمیایی C52H78N10O17 یک ترکیب شیمیایی با شناسه پاب‌کم 2256 است. که جرم مولی آن ۱۱۱۵٫۲۳ گرم بر مول می‌باشد. 